# Mount Kenya
Mount Kenya of Kirinyaga (= Blinkende Berg) is de hoogste berg van Kenia en met zijn 5199 meter na de Kilimanjaro de hoogste berg van Afrika. De noordelijke hellingen van de berg liggen op de evenaar. De toppen zijn de hardste resten van een uitgedoofde stratovulkaan die tussen 3,1 en 2,6 miljoen jaar geleden actief was.
Op de hellingen rond de drie hoogste toppen -Batian (5199 m), Nelion (5188 m) en Lenana (4985 m)- liggen de resten van een dozijn gletsjers.

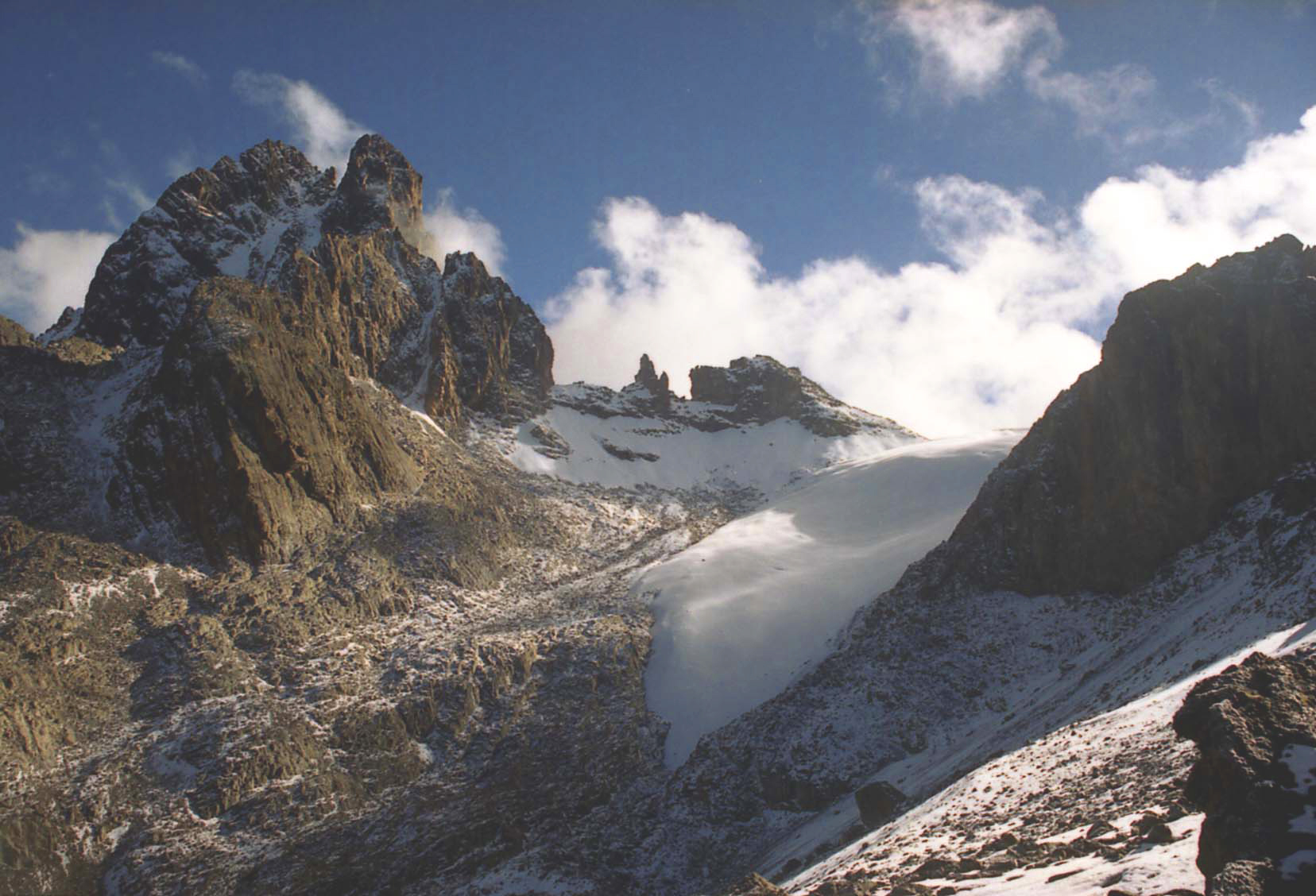
Mount Kenya, links van de gletsjer de toppen Batian en Nelion. Rechts Point Lenana. De foto is genomen bij de Austria Hut op 4790 meter.

Op 13 september 1899 beklommen de Brit Halford John Mackinder en de Italianen César Ollier en Josef Brocherel de hoogste Kirinyagatop, Batian.
Lenana is de meest beklommen bergtop. Op mooie dagen klauteren tientallen mensen naar boven.
Vanaf 1949 is het gebied rond de berg een nationaal park. Het park dient de belangen van het toerisme, van de lokale economie, de biodiversiteit en de waterhuishouding van de streek. Sinds 1997 staat het park op de UNESCO Werelderfgoedlijst.
Nationaal Park/natuurwoud Mount Kenya · Nationaal park van het Turkanameer · Oude stad Lamu · Heilige Kaya-wouden van Mijikenda · Systeem van Keniaanse meren in de Grote Riftvallei · Archeologische site Thimlich Ohinga · Historische stad en archeologische vindplaats Gedi
- Bibliothèque nationale de France: cb12359122r (data)
- Library of Congress Control Number: sh85072011
- Bibliotheek van het Japanse parlement: 00628469
- Nationale Bibliotheek van Tsjechië: ge631972
- Nationale Bibliotheek van Israël: 987007541050205171
- Système universitaire de documentation: 032590539
- Virtual International Authority File: 236811162